# Distretto di Ollaraya
Il distretto di Ollaraya è uno dei sette distretti  della provincia di Yunguyo, in Perù. Si trova nella regione di Puno e si estende su una superficie di 23,67 chilometri quadrati.

Istituito il 7 dicembre 1984, ha per capitale la città di San Miguel de Ollaraya; al censimento 2007 contava 3.935 abitanti.